# Stephen Farthing
Pour les articles homonymes, voir Farthing.
Stephen Farthing, né le 16 septembre 1950 à Londres, est un peintre et un écrivain anglais spécialisé dans l'histoire de l'art.

## Biographie
Stephen Farthing naît le 16 septembre 1950 à Londres. Il est le fils de Dennis Jack Farthing et de Joan Margaret, née Godfrey.
Il étudie à la Saint Martin's School of Art de Londres de 1968 à 1973 puis au Royal College of Art de Londres de 1973 à 1976.
En 1989 il représente la Grande-Bretagne à la Biennale de São Paulo.
Il est élu membre de la Royal Academy en 1998.